# Saint-Jean-de-Bœuf
 Saint-Jean-de-Bœuf  là một xã ở tỉnh Côte-d'Or trong vùng Bourgogne, phía đông nước Pháp. Khu vực này có độ cao trung bình 518 mét trên mực nước biển.